# Tura-Dagan
Tura-Dagan (𒌅𒊏𒀭𒁕𒃶, Tu-ra-Dda-gan) je bil vladar mestne države Mari v severni Mezopotamiji, ki je nastala po padcu Akadskega kraljestva. Vladal je od okoli 2075 do 2050 pr. n. št.  Bil je sin Apil-kina in brat svojega predhodnika Ili-Išarja. Naslavljal se je s šakkanakku (vojaški guverner), tako kot vsi drugi vladarji iz dinastije, ki je vladala v Mariju v poznem 3. in zgodnjem 2. tisočletju pr. n. št. Vladarji so bili potomci vojaških guverjerjev, ki so jih imenovali akadski kralji. Bil je sodobnik Tretje urske dinastije in verjetno njen vazal.

## Napisi
Tura-Daganov kip poseduje Muzej starodavnega orienta v Istanbulu. Kip nima glave, napis na njem pa je zelo poškodovan. Tura-Dagan je omenjen tudi na več drugih napisih in seznamih vladarjev.
V Muzeju starodavnega orienta v Istanbulu je tudi Puzur-Ištarjev kip z napisom,  ki omenja njegovega očeta Tura-Dagana:
"Tura-Dagan, knez države Mari, Puzur-Ištar, knez, njegov sin, bog [...], gospodar [...], bog [....], za njujega življenja (daroval ta kip). Tistemu,  ki izbriše to posvetilo, naj bogovi Ninni, Dagan in Enki, gospodar  [...], porušijo njegove temelje in uničijo njegovo potomstvo skupaj z njegovim ozemljem."
— Puzur-Ištarjev napis
Nasledil ga je sin Puzur-Ištar.
- Napis na Puzur-Ištarjevem kipu[8]

- "Tura-Dagan, guverner Marija"
𒌅𒊏𒀭𒁕𒃶 𒄊𒀴 𒈠𒌷𒆠 
Tura-Dagan Shakkanakku Mari-ki
 Napis na Puzur-Ištarjevem kipu